# 野村浩将
野村 浩将（のむら ひろまさ、1905年8月16日 - 1979年7月8日）は、日本の映画監督、脚本家である。本名は野村 員彦（-かずひこ）、監督としてのデビュー時は本名でクレジットされた。

## 人物・来歴
1905年（明治38年）8月16日、京都府に生まれる。
1924年（大正13年）、松竹キネマの松竹蒲田撮影所に入社する。助監督を務め、1930年（昭和5年）、鈴木伝明・田中絹代主演の映画『鉄拳制裁』で監督としてデビューした。デビュー時のペンネームは「野村員彦」名義であった。翌年の監督第8作『涙の愛嬌者』から「野村浩将」となる。

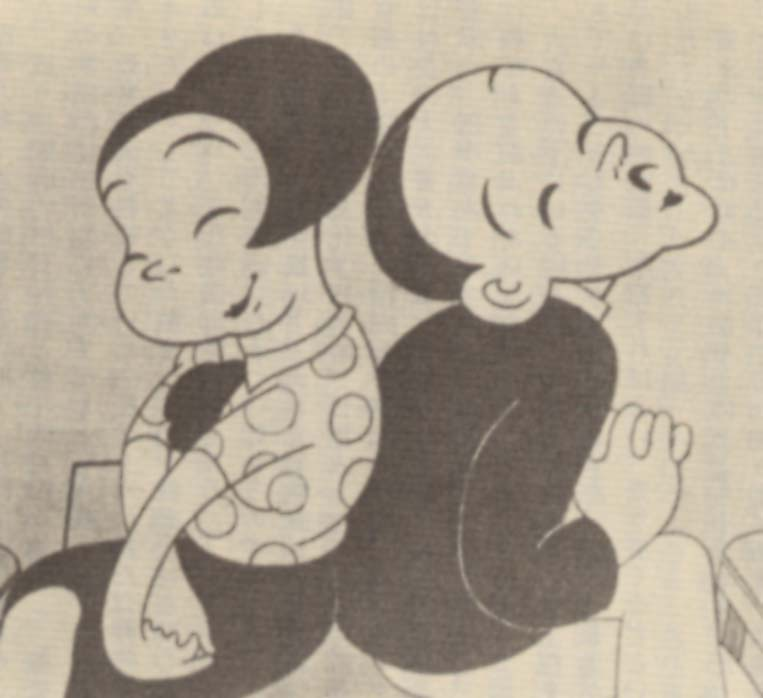
『力と女の世の中』、1932年 - 1933年

1931年（昭和6年）12月4日公開の『令嬢と与太者』がヒット、磯野秋雄、三井秀男（のちの三井弘次）、阿部正三郎の3人組の「与太者シリーズ」として連作され、1935年（昭和10年）12月31日公開の『与太者と若夫婦』まで全11作を野村がすべて監督した。
1932年（昭和7年）には、松竹が政岡憲三を招いて前年から取り組んでいた、日本初のトーキーによるアニメーション映画『力と女の世の中』で、アフレコ演出を行い、「発声監督」としてクレジットされた。
1936年（昭和11年）、松竹大船撮影所へ異動した。同年に監督した川崎弘子主演の映画『人妻椿』、1938年（昭和13年）に監督した田中絹代主演映画『愛染かつら』で名を馳せる。
第二次世界大戦後の1948年（昭和23年）、水戸光子・佐分利信主演の『駒鳥夫人』を最後に松竹を退社、新東宝に移籍した。同社での初仕事は、1949年（昭和24年）1月4日公開、上原謙・高杉早苗主演の『夢よもういちど』であった。1956年（昭和31年）、同社を離れ、大映で『祇園の姉妹』を含め、東京と京都の両撮影所で4作を監督した。1957年（昭和32年）に新東宝に復帰、『戦雲アジアの女王』を監督した。新東宝では、1959年（昭和34年）公開の日米映画製作、新東宝配給作品『恐怖の罠』まで、通算18本を監督した。
1960年（昭和35年）、テレビ映画『諜報』を監督、同年4月21日にフジテレビで放映された。
1979年（昭和54年）7月8日に死去した。満73歳没。生涯に100本を監督した。
2005年（平成17年）11月、東京国立近代美術館フィルムセンターで、生誕百年を記念し、同年生まれの斎藤寅次郎とともに回顧上映が行われた。

## おもなフィルモグラフィ
- 『鉄拳制裁』 : 1930年
- 『令嬢と与太者』 : 1931年
- 『力と女の世の中』 : 監督政岡憲三、1932年 - 1933年 - 発声監督
- 『与太者と若夫婦』 : 1935年
- 『人妻椿』 : 1936年
- 『国民の誓』 : 1938年
- 『愛染かつら』 : 1938~39年
- 『敵機空襲』 : 松竹大船1943.04.01
- 『駒鳥夫人』 : 1948年
- 『夢よもういちど』 : 1948年
- 『潜水艦ろ号 未だ浮上せず』 : 1956年
- 『祇園の姉妹』 Sisters of the Gion : 1956年
- 『戦雲アジアの女王』 Senun Ajia no joo : 1957年
- 『恐怖の罠』 : 1959年
- 『諜報』 : 1960年

## 註
1. 1 2 3 4  生誕百年特集 映画監督 斎藤寅二郎と野村浩将、東京国立近代美術館フィルムセンター、2009年9月18日閲覧。
2. ↑  #外部リンク欄、日本映画データベースの本稿リンク先の記述を参照。二重リンクを省く。